# Stan Anderson and his Blue Rhythm Boys
Stan Anderson and the Blue Rhythm Boys waren eine US-amerikanische Countryband, die zwischen 1950 und 1960 vor allem im mittleren Westen der USA bekannt waren. Über ihre verschiedenen Radioshows auf den Sendern Channel 6 und Channel 13 sowie ihrer Fernsehshow auf KHOL-TV brachten sie die Country-Musik nach Nebraska und anderen Staaten.

## Karriere
Die Gruppe nahm an zahlreichen Radioshows teil, unter anderem an der Hayloft Frolic Show und dem Midwest Jamboree. Stan Anderson (* 1935) war der Frontmann der Band. Er war bekannt für sein Gitarrenspiel und seine Stimme, die der Hank Snows sehr ähnlich war. Fast alle Mitglieder der Band gründeten früher oder später eigene Bands. Die Blue Rhythm Boys nahmen zudem einige Platten auf, beispielsweise I’d Like To Be. 
2001 wurden Stan Anderson und seine Blue Rhythm Boys in die Nebraska Country Music Foundation Hall of Fame aufgenommen.